# Aktion Z

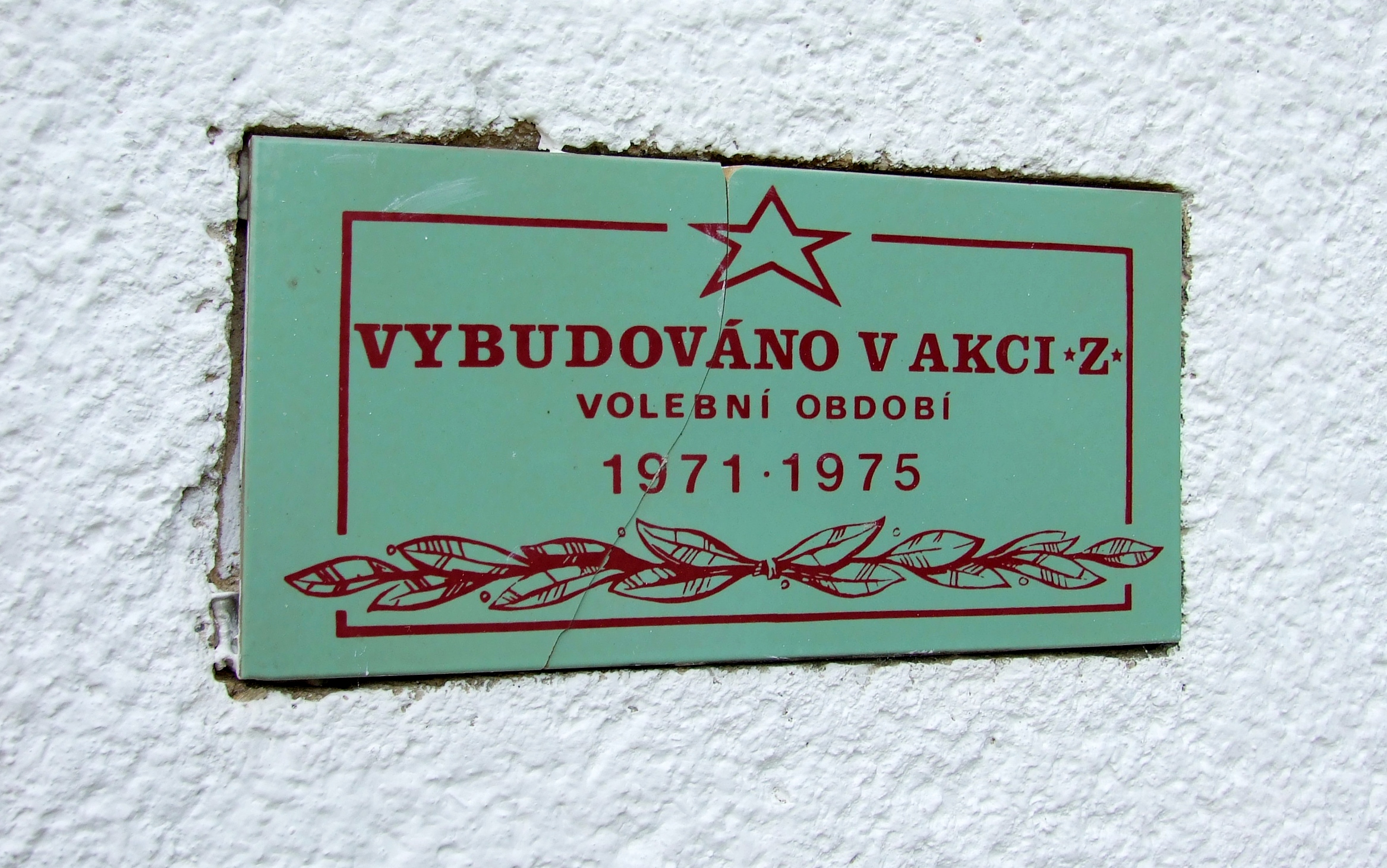
Gedenktafel in Nenačovice auf den Bau eines Lebensmittelladens in den 1970er Jahren

Die Aktion Z (tschechisch: Akce Z) war zu Zeiten der realsozialistischen Herrschaft in der Tschechoslowakei eine nicht vergütete Tätigkeit der Bevölkerung. Es handelte sich dabei um verschiedene Hilfstätigkeiten in Bereichen, die seitens der staatlichen Verwaltung nicht erledigt wurden – sei es aus finanziellen Gründen oder infolge falscher Planung.
Offiziell handelte es sich – ähnlich wie bei den Subbotniks in der DDR – um eine freiwillige Arbeit. Wie im § 27,1 der Regierungsverordnung 14/1959 festgehalten wurde, handelte es sich um Pflegemaßnahmen (tschechisch: zvelebování). In den 1950er und 1960er Jahren gehörten dazu typischerweise Aufräumarbeiten und Begrünung in Siedlungen.
Zunehmend hat diese Tätigkeit jedoch den Bereich der Selbsthilfe der Bürger  verlassen und beinhaltete immer häufiger umfangreiche Aktionen im Bereich komplexer Investitionspläne der Wirtschaft. Es handelte sich dabei zum Beispiel um den Bau bzw. Modernisierung von Wohnungen und Siedlungen, um den Bau der Kanalisation usw.; es wurden auf diese Art und Weise zahlreiche Gemischtwarenläden in kleineren Gemeinden wie auch zum Beispiel Kulturhäuser in den Städten gebaut.
Mit der Zeit wurden solche Tätigkeiten fest eingeplant, es gab Leitungsorgane, Richtlinien, methodische Anweisungen der Staatlichen Planungskommission, die Aktionen wurden in den Wirtschaftsplänen festgehalten und entsprechende Investitionen geplant: die freiwillige Selbsthilfe ist zum festen Bestandteil des zentralen Entwicklungsplans geworden.
Diese von der Staatsverwaltung forcierten Aktionen erreichten jedoch Ausmaße, die bereits Anfang der 70er Jahre in der Föderalen Versammlung angesprochen und kritisiert wurden. Einerseits werden die erreichten Werte und deren Anstieg um 30 Prozent zum Vorjahr stolz vermeldet, andererseits wird bemängelt, dass die Lösung nicht ersatzweise auf dem Gebiet der Selbsthilfe liegt (sie „haben nicht mehr den Charakter von Selbsthilfeaktionen“), sondern in einer „qualitativ besseren Vorbereitung und Ausarbeitung der Pläne für den Investitionsausbau“, und es wird auch verklausuliert zugegeben, dass dies die künftige Bereitschaft der Bevölkerung beeinträchtigen könnte.
Die für das Jahr 1972 bekannten Zahlen sind auch überzeugend: rechnet man alle neuen Werte zusammen, so betragen sie rund 10 Milliarden Kronen, was dem Staat Einsparungen im Haushaltsplan für Investitionen von rund 1573 Millionen Kronen brachte. Unter den neu geschaffenen Werten, die rund 20 Prozent des Budgets der lokalen Behörden für Investitionen darstellen, werden alleine für das Jahr 1972 (in einem damals 15 Millionen Einwohner zählenden Staat) folgende Objekte genannt: 1408 km Kanalisation, 2396 km Verkehrswege, 113 neue Kindergärten, 38 Grundschulen, 61 Schulgärten, 48 Schulkantinen, 16 Kinderkrippen, 36 Schulwerkstätten, 1540 Buswartehallen, 63 Ärztehäuser, 609 Kultur- und ähnliche Häuser, 125 Turnhallen und ähnliche Sporteinrichtungen, 50.224 m2 Verkaufsfläche für diverse Läden usw. Aus diesem Grunde wurde eine Richtlinie vorgeschlagen, die Summe auf 5 Millionen Kronen je Einzelaktion zu begrenzen.
Nur scheinbar waren diese Aktionen freiwillig. In Wirklichkeit wurde ein gewisser Druck auf die Bürger ausgeübt, die Teilnahme an den Aktionen wurde dokumentiert, und mit Bürgern, deren Teilnahme unbefriedigend war, wurden zumindest Gespräche geführt, Konsequenzen am Arbeitsplatz angedroht usw.